# Flößerhaken

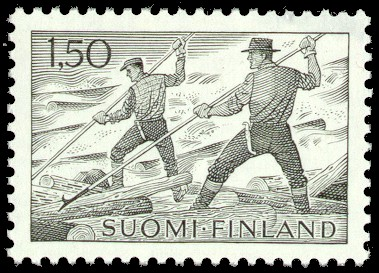
Finnische Briefmarke, 1963

Der Flößerhaken (Floßhaken ) ist ein in der Holzflößerei (Holztrift) verwendetes Werkzeug. Er war das Universalwerkzeug der Flößer. In der Schifffahrt ist er als Bootshaken bekannt.

## Form und Verwendung

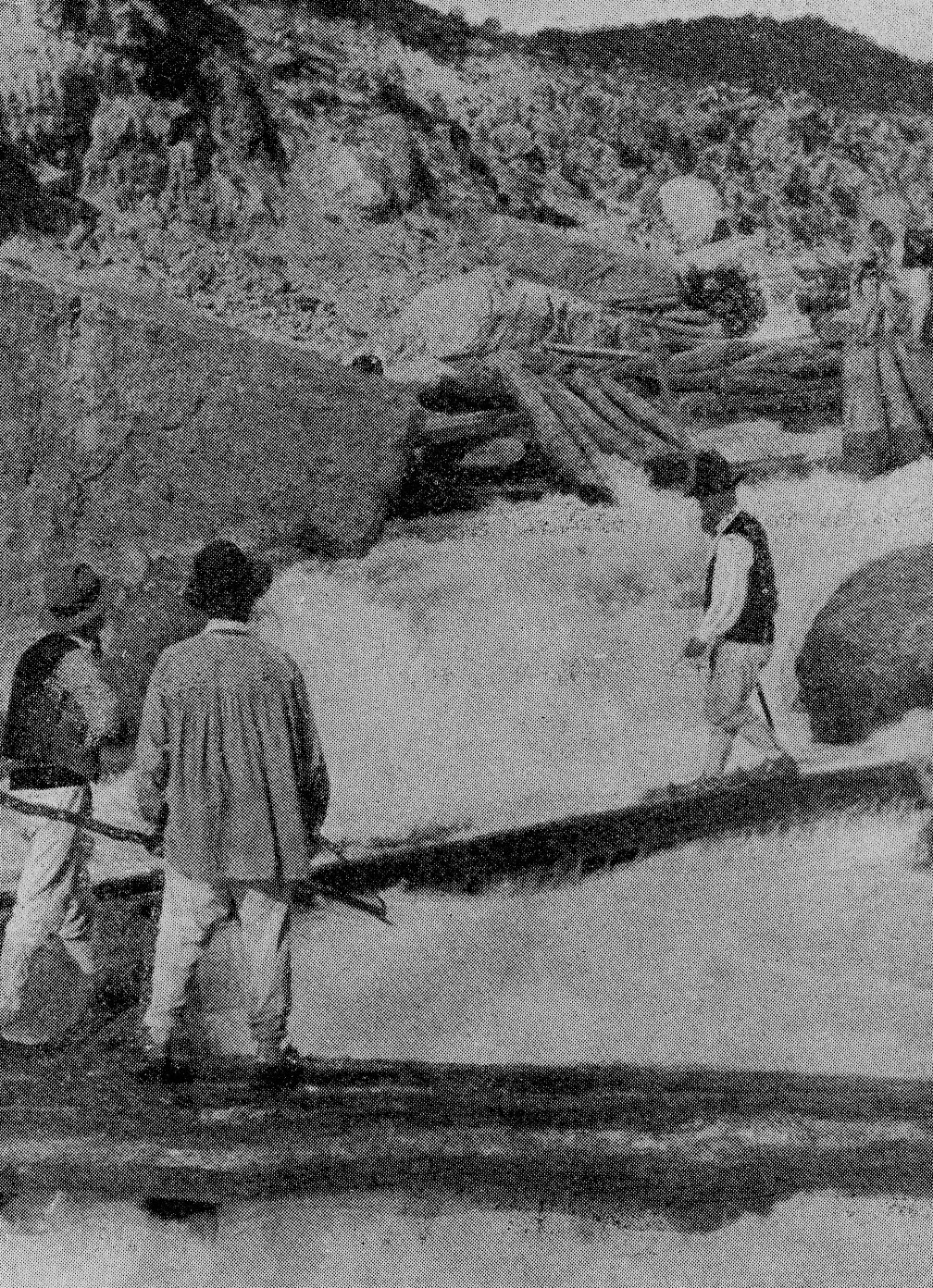
Gancheros beim Wildbachflößen, Spanien, 1929

Es handelt sich um ein auf eine Stange aufgesetztes Eisenzeug. Dieses hat meist eine Spitze und einen Widerhaken. 
Der Flößerhaken diente zum Manipulieren der schwimmenden Stämme, zum Floßbau, Steuern des Floßes, Festhalten bei Wehrdurchfahrten, Blöchertreiben, sowie zum Schieben, Drehen, Wenden, Rollen und Heben der Bloche. Außerdem diente er auch dem Balancehalten beim Gehen auf den Flößen.
Die Spitze dient zum Wegstoßen, der Widerhaken – ähnlich dem Sapie der Waldarbeiter – zum Heranholen; zum Drehen an Land fungiert speziell der Wendehaken, bei dem der Haken in die andere Richtung zeigt. In der Flusstrift war er schwer und stabil, 1½ bis 4 Meter lang, die Floßbäume zum Flößen auf dem Main waren sogar 3½ bis 8 m lang. Auch in der Klaustrift war die Werkzeugstange etliche Meter lang: hierbei wurde in kleineren Nebengewässern Wehre (Klausen) errichtet und in deren Stau das Holz gesammelt. Dann öffnete man das Wehr, und der Schwall transportierte die Stämme flussabwärts. Um die dabei entstehenden Verklausungen (sich verspreizende Stämme) zu lösen und nicht allzutief in eine Klamm absteigen zu müssen, verlängerte man die Stange. Die Arbeit mit dem Flößerhaken galt als extrem gefährlich.
Flößerhaken sind schon aus der Römerzeit belegt. In Bayern war er als Kronacher Haken bekannt, in anderen Regionen Deutschlands als Hinterhermsdorfer Flusshaken.
Die Verwendung der Flößerhaken lässt sich heute noch bei Vorführungen von Flößervereinen besichtigen, so auf dem Ägerisee, Kanton Zug, Schautriftvorführungen im Wildwasser etwa in der Erlebniswelt Auf dem Holzweg im steirischen Mendlingtal (bei Lassing und Palfau im Hochkargebiet), oder im Holztrift- und Forstmuseum Schöpflklause nahe Wien. Ausgestellt sind historische Objekte in vielen Flößereimuseen.

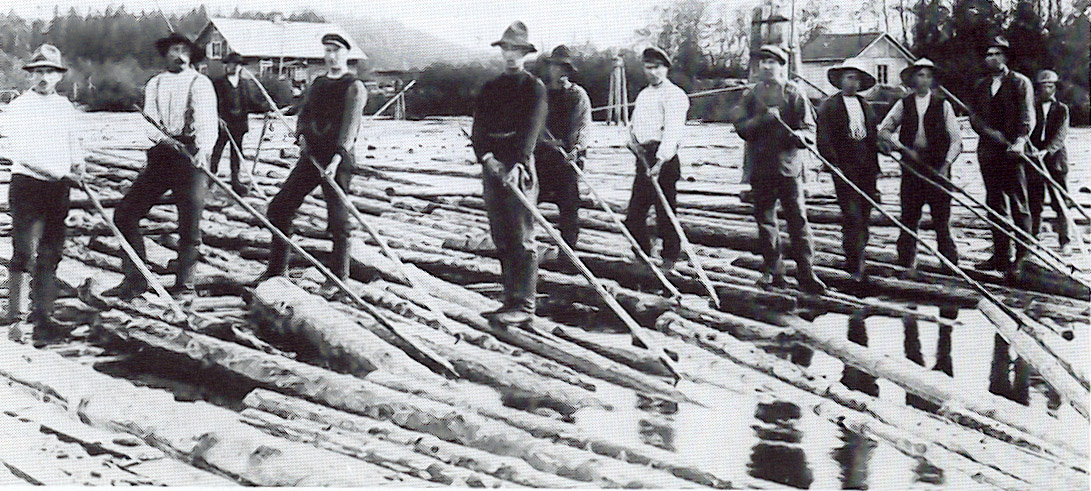
Finnland, 1918: hier kleinspitzige Haken
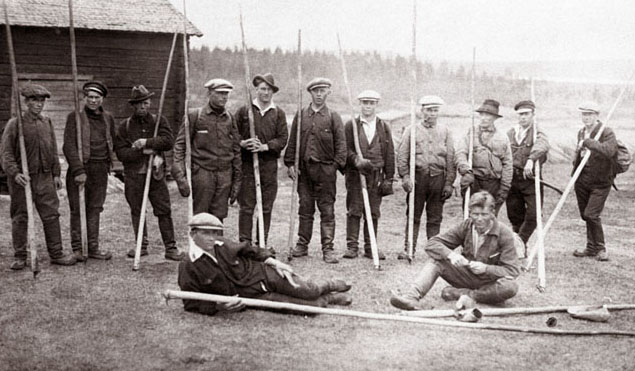
Pause, Finnland, 1930er Jahre
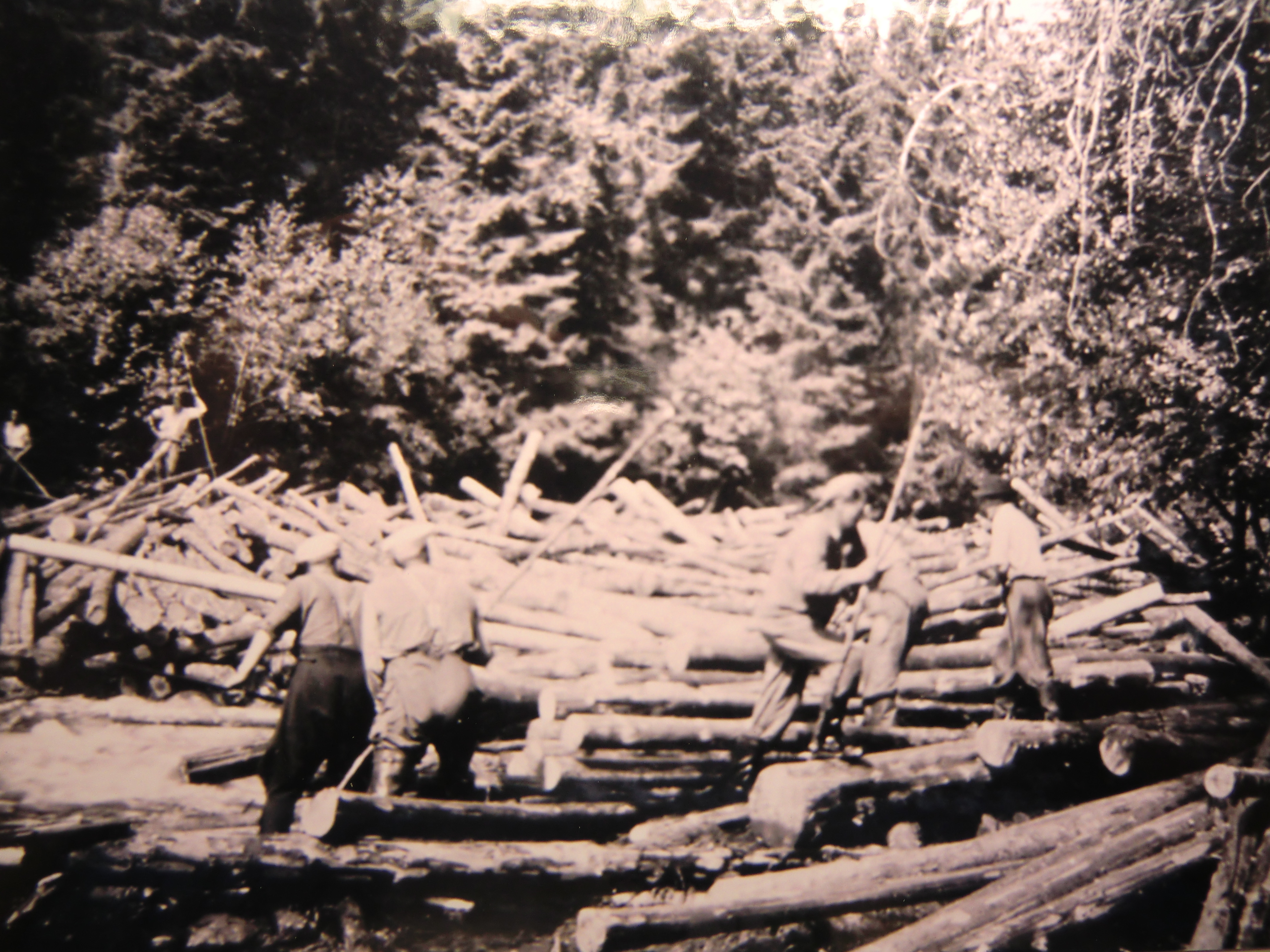
Holzstapeln, Schweden, 1947

## Wappen mit dem Flößerhaken
In der Heraldik ist der Flößerhaken eine gemeine Figur. Oft mit anderen Wappenfiguren kombiniert, ist der Haken mit allen heraldisch möglichen Farben im Wappen möglich. Die Wappen zeigen die lokalen Konstruktionsformen.

Fet NO
Krün DE (mit Abtstab)
Marktrodach DE
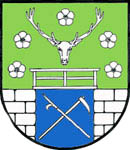
Mürzsteg AT
Nordre Land NO
Orpund CH (mit Flößerpaddel)
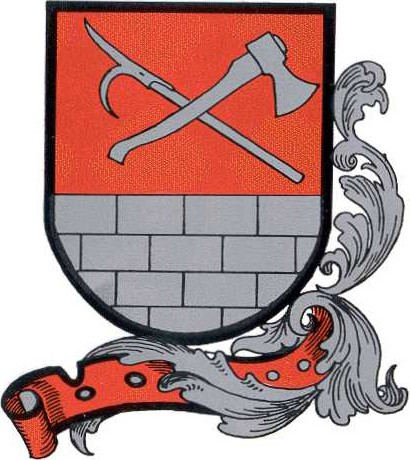
Palfau AT (mit Hacke)
Schwäbisch Hall, LKr. DE (mit Kesselhaken der Saline)
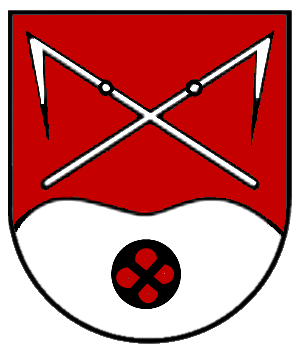
Sinningen DE
Villingendorf DE